# Резолюція Генеральної Асамблеї ООН 76/179
Резолюція Генеральної Асамблеї ООН A/RES/76/179 «Ситуація з правами людини в тимчасово окупованій Автономній Республіці Крим та м. Севастополь, Україна» схвалена 16 грудня 2021 року на 76-й сесії Генеральної Асамблеї ООН. Її текст містить згадки про відповідальність Росії за дотримання прав кримських татар як корінного народу Криму, а також вимогу скасувати вироки, винесені щодо лідерів кримськотатарського народу та кримських татар.
За текст резолюції проголосували 65 країн, проти 25, утримались 85.

## Ініціатори
Проєкт резолюції A/C.3/76/L.29 від 28 жовтня 2021 представили Австралія, Австрія, Болгарія, Канада, Хорватія, Чехія, Данія, Естонія, Фінляндія, Франція, Грузія, Німеччина, Ісландія, Італія, Латвія, Литва, Маршалові Острови, Нідерланди, Норвегія, Польща, Республіка Молдова, Словаччина, Словенія, Іспанія, Швеція, Туреччина, Україна, Сполучене Королівство Великої Британії та Північної Ірландії та Сполучені Штати Америки.
17 листопада він був схвалений третім комітетом ООН.

## Зміст
Проголосований у Нью-Йорку документ цього року вперше згадує Кримську платформу; містить низку імен політичних в'язнів: Емір-Усейна Куку, Галини Довгополої, Сервера Мустафаєва, Владислава Єсипенка, Нарімана Джеляла. ГА занепокоєна, що у Криму серйозно обмежують свободу пересування осіб, які раніше були свавільно затримані та відбували покарання у політично мотивованих справах. Резолюція вперше наголошує на тому, що кримські татари є корінним народом Криму. Водночас, зазначається, що політика РФ веде до цілеспрямованого стирання української та кримськотатарської ідентичности з етнокультурного ландшафту Криму.
Резолюція висловила занепокоєння з приводу бойової підготовки кримських дітей до військової служби у лавах російських збройних сил та впровадження системи «військово-патріотичного» виховання (див. Юнармія), закликає Росію припинити таку практику.
Генасамблея ООН закликала Росію виконувати свій обов'язок як держави-окупанта щодо забезпечення належних умов життя в Криму, у тому числі шляхом забезпечення справедливого розподілу ресурсів прісної води серед цивільного населення. Міститься заклик до РФ припинити політику примусової зміни демографічного складу Криму, засуджує проведений Росією перепис населення, який визнається недійсним на території Криму.

## Голосування
Проєкт резолюції A/C.3/76/L.29, який запропонували 28 жовтня 2021 року 29 держав-членів ООН, а 17 листопада до співавторства долучилися ще 12 держав (напівжирним шрифтом), ухвалили 17 листопада на 13 засіданні Третього  комітету 64 голосами проти 20 при 93 утриманих та 16 грудня на 53 пленарному засіданні 76-ї сесії Генеральної Асамблеї кваліфікованою більшістю присутніх як A/RES/76/179:
| Голос         | Кількість | Держави-члени Організації Об'єднаних Націй |
| ------------- | --------- | --- |
| За            | 65        | Австралія, Австрія, Албанія, Андорра, Антигуа і Барбуда, Багамські Острови, Барбадос, Беліз, Бельгія, Болгарія, Ботсвана, Бутан, Вануату, Велика Британія, Гаяна, Гватемала, Гондурас, Греція, Грузія, Данія, Естонія, Ізраїль, Ірландія, Ісландія, Іспанія, Італія, Канада, Кіпр, Коста-Рика, Латвія, Литва, Ліберія, Ліхтенштейн, Люксембург, Мальта, Маршаллові Острови, Молдова, Монако, Нідерланди, Німеччина, Нова Зеландія, Норвегія, Палау, Панама, Північна Македонія, Польща, Португалія, Румунія, Самоа, Сан-Марино, Словаччина, Словенія, Сполучені Штати Америки, Туреччина, Угорщина, Україна, Федеративні Штати Мікронезії, Фінляндія, Франція, Хорватія, Чехія, Чорногорія, Швейцарія, Швеція, Японія |
| Проти         | 25        | Білорусь, Бурунді, Венесуела, Вірменія, Еритрея, Ефіопія, Зімбабве, Індія, Іран, Казахстан, Камбоджа, Киргизстан, Китайська Народна Республіка, Коморські Острови, Куба, Малі, Нікарагуа, Північна Корея, Росія, Саудівська Аравія, Сербія, Сирія, Судан, Філіппіни, Шрі-Ланка |
| Утрималися    | 85        | Алжир, Ангола, Аргентина, Афганістан, Бангладеш, Бахрейн, Бенін, Болівія, Боснія і Герцеговина, Бразилія, Бруней, В'єтнам, Габон, Гамбія, Гана, Гвінея-Бісау, Гвінея, Гренада, Джибуті, Домініканська Республіка, Еквадор, Єгипет, Ємен, Замбія, Індонезія, Ірак, Йорданія, Кабо-Верде, Камерун, Катар, Кенія, Кірибаті, Колумбія, Кот-д'Івуар, Кувейт, Лаос, Лесото, Лівія, М'янма, Мавританія, Мадагаскар, Малаві, Малайзія, Мальдіви, Мексика, Мозамбік, Монголія, Намібія, Науру, Непал, Нігер, Нігерія, Об'єднані Арабські Емірати, Оман, Пакистан, Парагвай, Перу, Південна Корея, Південний Судан, Південно-Африканська Республіка, Руанда, Сальвадор, Сейшельські Острови, Сенегал, Сент-Вінсент і Гренадини, Сент-Кіттс і Невіс, Сент-Люсія, Сінгапур, Соломонові Острови, Сомалі, Суринам, Сьєрра-Леоне, Таджикистан, Таїланд, Танзанія, Тонга, Тринідад і Тобаго, Туніс, Уганда, Уругвай, Фіджі, Центральноафриканська Республіка, Чад, Чилі, Ямайка |
| Не голосували | 18        | Азербайджан, Буркіна-Фасо, Гаїті, Демократична Республіка Конго, Домініка, Екваторіальна Гвінея, Есватіні, Ліван, Маврикій, Марокко, Папуа Нова Гвінея, Республіка Конго, Сан-Томе і Принсіпі, Східний Тимор, Того, Тувалу, Туркменістан, Узбекистан |
| Всього        | 193       | |

## Значення і реакція
Міністр закордонних справ України Дмитро Кулеба: Резолюція ще більше зміцнює міжнародну підтримку України, оскільки Росія продовжує агресивні дії. Дуже важливо, що резолюція підтримує Кримську платформу. Україна й надалі буде просувати цей формат та його цілі.